# Petleșkovo, Dobrici
Petleșkovo (în bulgară Петлешково) este un sat în comuna Gheneral-Toșevo, regiunea Dobrici, Dobrogea de Sud, Bulgaria. 
Între anii 1913-1940 a făcut parte din plasa Casim a județului Caliacra, România.

## Demografie
Componența etnică a satului Petleșkovo
     Turci (3%)
     Nicio identificare (21%)
     Bulgari (76%)
     Romi (0%)
La recensământul din 2011, populația satului Petleșkovo era de 200 locuitori. Din punct de vedere etnic, majoritatea locuitorilor (76%) erau bulgari, cu o minoritate de turci (3%). Pentru 21% din locuitori nu este cunoscută apartenența etnică.